# Coupe de France de cyclisme sur route 2011
Navigation
Coupe de France 2010 Coupe de France 2012
La Coupe de France de cyclisme sur route 2011 est la 20e édition de la Coupe de France de cyclisme sur route. Elle a débuté le 30 janvier avec le Grand Prix d'ouverture La Marseillaise et se terminera le 2 octobre avec le Tour de Vendée. Quinze épreuves sont au programme. Le vainqueur sortant est Leonardo Duque de l'équipe Cofidis. Pour cette nouvelle édition, deux nouvelles épreuves sont incluses, il s'agit de la Flèche d'Émeraude et des Boucles de l'Aulne.

## Résultats
| Date         | Course                                 | Vainqueur            | Équipe           | Leader du classement individuel | Leader du classement par équipes |
| 30 janvier   | Grand Prix d'ouverture La Marseillaise | Jérémy Roy           | FDJ              | Jérémy Roy                      | FDJ                              |
| 20 mars      | Cholet-Pays de Loire                   | Thomas Voeckler      | Europcar         | Thomas Voeckler Jérémy Roy      | FDJ                              |
| 3 avril      | Flèche d'Émeraude                      | Tony Gallopin        | Cofidis          | Tony Gallopin                   | Cofidis                          |
| 12 avril     | Paris-Camembert                        | Sandy Casar          | FDJ              | Tony Gallopin                   | FDJ                              |
| 14 avril     | Grand Prix de Denain                   | Jimmy Casper         | Saur-Sojasun     | Tony Gallopin                   | FDJ                              |
| 16 avril     | Tour du Finistère                      | Romain Feillu        | Vacansoleil-DCM  | Romain Feillu                   | FDJ                              |
| 17 avril     | Tro Bro Leon                           | Vincent Jérôme       | Europcar         | Romain Feillu                   | FDJ                              |
| 1er mai      | Trophée des grimpeurs                  | Annulé               |                  |                                 |                                  |
| 28 mai       | Grand Prix de Plumelec-Morbihan        | Sylvain Georges      | BigMat-Auber 93  | Romain Feillu                   | FDJ                              |
| 29 mai       | Boucles de l'Aulne                     | Martijn Keizer       | Vacansoleil-DCM  | Romain Feillu                   | FDJ                              |
| 31 juillet   | Polynormande                           | Anthony Delaplace    | Saur-Sojasun     | Tony Gallopin                   | FDJ                              |
| 21 août      | Châteauroux Classic de l'Indre         | Anthony Ravard       | AG2R La Mondiale | Tony Gallopin                   | FDJ                              |
| 4 septembre  | Tour du Doubs                          | Arthur Vichot        | FDJ              | Tony Gallopin                   | FDJ                              |
| 18 septembre | Grand Prix d'Isbergues                 | Jonas Aaen Jørgensen | SBS              | Tony Gallopin                   | FDJ                              |
| 2 octobre    | Tour de Vendée                         | Marco Marcato        | Vacansoleil-DCM  | Tony Gallopin                   | FDJ                              |

## Classements
Au 2 octobre 2011

### Individuel
| #  | Coureur           | Équipe            | Pts |
| -- | ----------------- | ----------------- | --- |
| 1  | Tony Gallopin     | Cofidis           | 139 |
| 2  | Romain Feillu     | Vacansoleil-DCM   | 124 |
| 3  | Sylvain Georges   | BigMat-Auber 93   | 93  |
| 4  | Anthony Delaplace | Saur-Sojasun      | 90  |
| 5  | Romain Hardy      | Bretagne-Schuller | 90  |
| 6  | Sandy Casar       | FDJ               | 75  |
| 7  | Thomas Voeckler   | Europcar          | 70  |
| 8  | Arthur Vichot     | FDJ               | 68  |
| 9  | Anthony Ravard    | AG2R La Mondiale  | 65  |
| 10 | Julien El Fares   | Cofidis           | 61  |

### Jeunes
| # | Coureur           | Équipe            | Pts |
| - | ----------------- | ----------------- | --- |
| 1 | Tony Gallopin     | Cofidis           | 139 |
| 2 | Anthony Delaplace | Saur-Sojasun      | 90  |
| 3 | Romain Hardy      | Bretagne-Schuller | 90  |

### Par équipes
| # | Équipe                  | Pts |
| - | ----------------------- | --- |
| 1 | FDJ                     | 114 |
| 2 | Saur-Sojasun            | 104 |
| 3 | Bretagne-Schuller       | 104 |
| 4 | Europcar                | 101 |
| 5 | Cofidis                 | 81  |
| 6 | BigMat-Auber 93         | 78  |
| 7 | AG2R La Mondiale        | 68  |
| 8 | Roubaix Lille Métropole | 54  |